# Manga Time Kirara Forward
《Manga Time Kirara Forward》是芳文社發行的漫畫雜誌。在每個月的24日發售（但因不同地域發售日有所不同）。版式是B5尺寸。雜誌口號為「視覺故事漫畫雜誌」。

## 特征・内容的傾向
繼《Manga Time Kirara》、《Manga Time Kirara Carat》、《Manga Time Kirara MAX》的第4個『Kirara』系雑誌。
與連載四格漫畫的其他姊妹誌不同，本誌的定位為「故事誌」。其連載作品，在不受到四格漫畫分鏡的限制下，可以多使用較大的格子來作表現故事及畫面，也因此以SF、奇幻為故事主題的作品比例亦較其他姊妹誌高。

## 刊行歷史

### 増刊誌
通巻号数はVol.1 - 10已發行。
- 2006年3月23日 - 作為《Manga Time Kirara》2006年5月号的増刊而創刊（Vol.1）。
- 同年7月24日 - 《Manga Time Kirara》2006年9月号増刊，Vol.2發售。
- 同年11月24日 - 《Manga Time Kirara》2007年1月号増刊，Vol.3發售。
- 2007年1月24日- 《Manga Time Kirara》2007年3月号増刊，Vol.4發售。
- 同年2月24日- 《Manga Time Kirara》2007年4月号増刊，Vol.5發售。
- 同年7月24日- 《Manga Time Kirara》2007年9月号増刊，Vol.10發售。

### 月刊誌
截至2018年9月22日為止，發行至通巻号数NO.134，創刊第12年。
- 2007年8月24日- 《Manga Time Kirara Forward》 2007年10月号独立創刊。
- 2011年9月24日- 《Manga Time Kirara Forward》 2011年11月号發行，通巻号数No.50。
- 2015年11月24日- 《Manga Time Kirara Forward》 2016年1月号發行，通巻号数No.100。
  - 100號紀念封面為「花舞少女」、「學園孤島」、「Anne Happy♪」三個作品[2]。

### 廣播剧CD化的刊載作品名目
※其他的廣播剧CD詳細事項，請参照《Manga Time Kirara》的內容。
- 『纯真奇迹100%』 -  發售日：2009年5月27日
- 『S線上的黛娜』 -  發售日：2009年7月24日
- 『Transistor teaset ~ 電氣街路圖 ~』 -  發售日：2009年11月26日

### 動畫化的刊載作品名目
- 食夢者瑪莉 - 2011年1月-4月播放
- 造夢同人誌 - 2007年7月-9月播放 （同时也在《Manga Time Kirara Carat》和《Manga Time Kirara》连载）
- 实乃里Scramble! - OVA（动画文库）、2012年2月发售
- 花舞少女 - 2014年7月-9月播放
- 学园孤岛 - 2015年7月-9月播放
- Anne Happy♪ - 2016年4月-6月播放
- 摇曳露营△（2019年移籍至「COMIC FUZ」）
  - 第1期 - 2018年1月-3月播放
  - 房間露營△ - 2020年1月-3月播放
  - 第2期 - 2021年1月-4月播放
  - 劇場版 - 2022年7月1日上映
  - 第3期 - 2024年4月-7月播放
  - 第4期 - 播放時期未定
- 遥的接球 - 2018年7月-9月播放
- 球詠 - 2020年4月-6月播放
- SLOW LOOP-女孩的釣魚慢活- - 2022年1月-3月播放

### 動態漫畫化作品
- 羞羞女的恋爱考验 - 2013年9月配信開始。
- 恋愛專科 - 2013年11月配信開始。
- 鄰座的柏木同學 - 2013年11月配信開始。

### 遊戲化作品
- 花舞少女
  - 花舞少女 夜來舞LIVE！ - 2014年11月13日發售，發行平台：PlayStation Vita。
  - 花舞少女 夜來舞拼圖！ - 2015年4月26日配信開始，2016年4月25日結束服務，發行平台：iOS／Android。
- 摇曳露营△
  - 摇曳露营△ VIRTUAL CAMP
    - 本栖湖篇 - 2021年3月4日發售，發行平台：iOS／Android／PlayStation 4／Nintendo Switch／Steam／Oculus Quest。
    - 山麓露營場篇 - 2021年4月8日發售，發行平台：同上。

  - 摇曳露营△ Have a nice day! - 2021年秋季發售，發行平台：Nintendo Switch／PlayStation 4。
  - 摇曳露营△ 相約搖曳露營△All-in-one!! - 2023年6月15日配信開始，發行平台：iOS／Android／DMM GAMES。
- 閃耀幻想曲
  - 由Drecom（日语：ドリコム）開發之手機遊戲。有許多《Manga Time Kirara》系列誌連載作品的角色登場。於《Manga Time Kirara Forward》連載的登場作品包含「學園孤島」、「食夢者瑪莉」、「搖曳露營△」、「花舞少女」、「Anne Happy♪」、「遙的接球」、「球詠」。

### 真人劇化作品
- 學園孤島
  - 電影 - 2019年1月25日上映。
  - 原創劇集《學園×××～另一個學園孤島～》 - 2019年1月16日公開。串流平台：Amazon Prime Video。
- 搖曳露營△
  - 電視劇
    - 第1期 - 2020年1月-3月播放
    - 特別篇 - 2021年3月播放
    - 第2期 - 2021年4月-6月播放

## 連載作品
（依連載開始的順序）
- 球詠（2016年6月號 - ）
- 巴麻美的平凡日常（原案：Magica Quartet/漫画：あらたまい、2017年5月号 - ）※自『MANGA TIME KIRARA MAGICA』移籍、截至2017年12月號為止為隔月連載（奇數月號揭載），2021年11月號後恢復為奇數月號揭載
- 魔法紀錄 魔法少女小圓外傳（原作：Magica Quartet/作畫：、2018年10月號 - ）
- （あらたまい、2021年12月號 - ）（偶數月號揭載）
- 魔法使いロゼの佐渡ライフ（日语：魔法使いロゼの佐渡ライフ）（おみなえし、2022年10月號 - ）
- 朝花夕歌（日语：花唄メモワール）（一ノ瀬けい、2022年12月號 - ）
- （白野アキヒロ、2023年6月號 - ）
- ウクレア!（日语：ウクレア!）（MIDORI、2024年4月號 - 2025年10月號）
- （松田あき、2024年7月號 - ）
- （まめ猫、2024年10月號 - ）
- gg！（隼音ハヤオキ、2024年12月號 - ）
- （みなぱか、監修：泉賢太郎、2025年2月號 - ）
- （はうあゆ、2025年7月號 - ）
- （城乃じゅんしん、2025年7月號 - ）

## 休載中的作品
- SA07（津留崎優、2019年9月號 - 2021年2月號刊載後，休刊中）

## 连载过的主要作品
- VS御主人様 （大井昌和）
- ファミレス☆スマイル （野々原ちき）
- エデデン! （湖西晶）
- Rusty bloom〜ラスティブルーム〜 （こよかよしの）
- サイコスタッフ（日语：サイコスタッフ） （水上悟志）
- とりねこ （野々原ちき）
- 造夢同人誌 （Hiroyuki）
- 你和我的前世因緣 （荒井切利 -2009年1月號）
- わさびアラモードっ!! （もみじ真魚）
- 機器娃娃轉校生 （原作：云熊まく/作畫：綾見ちは）
- くろがねカチューシャ （吉谷やしよ）
- レヒト〜Recht〜 （寺本薫）
- ろりーた絶対王政（日语：ろりーた絶対王政） （三嶋くるみ -2009年5月號）
- オニナギ （石田晶 Vol.1-2010年4月號）
- S線上的黛娜 （岬下部せすな Vol.1-2010年10月號 （2007年11月號,2008年8月號,2009年5月號休載））
- 桃色魔法使 （高崎雄貴 Vol.4-2010年2月號）
- 实乃里Scramble! （ちはや深影 2007年-2008年）
- 我變小學一年生 （大井昌和 2007年5月號－2013年2月號）
- さつきばれっ（日语：さつきばれっ） （真田一輝 2007年11月號-2008年8月號）
- メガミのカゴ（日语：メガミのカゴ） （松本ミトヒ。 2008年2月號-2010年1月號）
- 食夢者瑪莉（牛木義隆、2008年5月號 - 2021年1月號）
- いきなり☆ねこキック （むつきつとむ 2008年6月號-2009年6月號）
- なきむしステップ（日语：なきむしステップ） （カザマアヤミ 2008年8月-2010年5月號，曾中途休載）
- 天秤は花と遊ぶ （卯花つかさ 2008年11月號-2009年10月號）
- 銘高祭!（日语：銘高祭!） （TOBI 2009年1月號-2010年1月號）
- 乙女王子~女子高漫研ホストクラブ~ （888 2009年2月號-2009年10月號）
- 温泉惑星 （原作：かくばやしつよし/漫画：高木信孝 2009年4月號-2009年9月號）
- 管家少女和大小姐（日语：執事少女とお嬢様）（真田一輝 2009年7月號-2011年1月號）
- さんぶんのいち。（松沢まり 2009年8月號-2009年10月號 ※自《コミックエール!（日语：コミックエール!）》移籍連載）
- ぽちたまっ! （真未たつや、増刊号Vol.2 - Vol.7）
- 据次タカシの憂鬱（日语：据次タカシの憂鬱）（あどべんちゃら、増刊号Vol.4 - 2014年3月號，四格漫畫）
- 心比天高（現津みかみ、2007年11月號 - 2009年1月號）
- Transistor teaset ~ 電氣街路圖 ~ （里好、2008年9月號 - 2011年11月號）
- 空色戀愛習題（日语：空色スクエア。） （雙、2009年3月號 - 2011年2月號）
- 少女素数 （長月みそか、2009年6月號 - 2013年4月號）
- 純真奇蹟100%（秋★枝、2009年8月號 - 2010年12月號） ※自《コミックエール!（日语：コミックエール!）》移籍連載
- 鄰座的柏木同學（霜月絹鯊、2009年11月號 - 2016年10月號）
- 大江山流護身術道場（KAKERU、2009年12月號客串、2010年2月號 - 2011年2月號）
- キスメグルセカイ（ジェームスほたて、2010年1月號 - 2011年5月號為止為奇數月號、8月號、10月號為隔月連載）
- わたしたちは皆おっぱい（東風実花、2010年1月號 - 2月號客串、3月號 - 2011年1月號）
- 恋愛専科（ミズタマ、2010年2月號 - 2012年9月號）
- 7時間目の音符（日语：7時間目の音符）（志摩時緒、2010年3月號客串、2011年1月號、3月號、5月號、7月號、9月號、11月號 - 2013年8月號）
- 異国少女とすみれの花束（みずせ希跡、2010年4月號 - 2011年4月號）
- 熱鬥！電競高手（友吉、2010年6月號-2011年1月號）※自《コミックギア（日语：コミックギア）》移籍連載
- ハナレビの楽園（日语：ハナレビの楽園）（水本正、2010年8月號 - 2012年6月號、偶數月號隔月連載）
- はじおつ。（日语：はじおつ。）（卯花つかさ、2010年11月號 - 2011年4月號、2012年2月號 - 2014年5月號）
- 聖アベリア女学院（山田姉妹（日语：山田可南）、2010年10月號客串、2011年5月號 - 2011年10月號）
- 麻宮さんの妹（あさの、2011年2月號 - 2013年1月號）
- 九十九のあまのじゃく（コバヤシテツヤ、2011年2月號 - 2012年3月號）
- せなかぐらし（日语：せなかぐらし）（カザマアヤミ、2011年2月號 - 2012年12月號）
- Dead or Live!（結城えいし、2011年2月號 - 2012年2月號）
- 魔法少女和美 〜The innocent malice〜（原案：Magica Quartet/原作：平松正樹（日语：平松正樹）/漫画：天杉貴志（日语：天杉貴志）、2011年3月號 - 2013年1月號）
- 羞羞女的戀愛考驗（みやびあきの、2011年6月號 - 2013年11月號）
- 花舞少女（濱弓場雙、2011年6月號 - 2018年4月號）
- ハームフルビューティフル（高崎雄貴、2011年11月號 - 2013年2月號）
- 私がヒロインじゃない理由（鴻巣覚、2011年12月號 - 2013年1月號）
- 私が彼女で彼女が私で（橘あゆん、2012年2月號 - 2013年3月號）
- meth.e.meth（鶴淵けんじ、2012年2月號 - 2013年4月號）
- Zwart Closet（ムラ黒江、2012年4月號 - 2014年10月號）
- ふたりの恋愛書架（ヤマザキコレ、2012年4月號、6月號客串、10月號 - 2013年9月號）
- 學園孤島（原作：海法紀光（Nitro+）/作畫：千葉鞍、2012年7月號 - 2020年1月號）
- トモダチログイン（井藤ななみ、2013年1月號 - 2014年2月號）
- Anne Happy♪（琴慈、2013年2月號 - 2019年1月號）
- 球場の令嬢（まりりん、2013年2月號 - 2014年3月號）
- ブラックラック（玖乃緑、2013年3月號 - 2014年3月號）
- 魔カリキュラム!（chiimo、2013年3月號 - 2014年5月號）
- マリッジ・バトル!（ミズタマ、2013年4月號 - 2014年3月號）
- こなみっくす!（石津カユ、2013年4月號 - 2014年4月號）
- 愛しの花凛（堀泉インコ、2013年6月號 - 2015年2月號）
- ここが限界のオーバル学園（日语：ここが限界のオーバル学園）（原作：大井昌和/作畫：卷、2013年9月號 - 2015年7月號）
- 落單的我們的戀愛小事（志摩時緒、2013年10月號 - 2014年11月號）
- 魔法少女鈴音（原案：Magica Quartet/漫画：GAN、2014年1月號 - 2015年1月號）
  - 第1集為直接出版單行本，第2集以後才是連載內容。
- ネクラの閃与師（橘あゆん、2014年3月號 - 2015年4月號）
- オンリーロンリーヴァンパイア（七路ゆうき、2014年4月號 - 2015年5月號）
- トリガーハッピーウィッチ!（原作：流圭/作畫：ほた。、2014年4月號 - 2015年5月號）
- 描けない私のびだいじゅけん!（さわらの五庵、2014年5月號 - 2015年8月號）
- 病めるときも 健やかなるときも（崎由けぇき、2014年6月號 - 2015年9月號）
- おにまん〜おにとまんじゅう〜（みやびあきの、2014年6月號 - 2016年3月號）
- スモーキーゴッドエクスプレス（玄鉄絢、2014年6月號 - 2017年2月號）
- 鬼が出るか蛇が出るか（あどべんちゃら、2014年8月號 - 2017年7月號）
- ようこそ幻界集落へ!（コト、2014年12月號 - 2016年8月號）
- そこテストにでます!（長月みそか、2015年2月號 - 2016年9月號）
- 魔法図書館クレーネ（La-na、2015年1月號客串、3月號 - 2016年2月號）
- バミれ、みどりちゃん!（八色、2015年3月號 - 2016年4月號）
- ルイは友を呼ぶ（井藤ななみ、2015年4月號 - 2016年5月號）
- 手と手を合わせて（茶みらい、2015年5月號 - 2016年4月號）
- 怪獣の飼育委員（島崎無印、2014年8月號、11月號、2015年1月號 - 2月號客串、7月號 - 2016年3月號）
- 搖曳露營△（Afro、2015年7月號 - 2019年4月號）※移籍至『COMIC FUZ』
- ほおばれ!草食女子（あらたまい、2015年8月號 - 2017年12月號）※自2017年4月號起隔月連載（偶數月號掲載）
- 双角カンケイ。（Tachi、2015年9月號 - 2017年2月號）
- 遙的接球（如意自在、2015年10月號 - 2020年11月號）
- メイデンス・オーダー（すたひろ、2016年4月號 - 2017年5月號）
- （雅秋乃、2016年5月號 - 2018年12月號）
- 我的居酒屋日記（火曜（日语：火曜 (漫画家)）、2016年7月號 - 2023年5月號）
- 45分間の魔法使い（藤代百、2016年7月號 - 2017年9月號）
- いつか私は、君を裏切る（桜井瑞希、2016年9月號 - 2018年4月號）
- （原作：双见醉（日语：双見酔）/作画：、2016年10月號 - 2019年2月號）
- 放課後のアルケミスト（プレジ和尚、2016年11月號 - 2017年12月號）
- （霜月絹鯊、2017年1月號 - 2018年10月號）
- まんが家cherry!（さふぁ太、2017年5月号客串、7月號 - 2018年6月號）
- （2017年7月號 - 2019年2月號）
- （藤田阿登、2017年4月號・6月號客串、8月號 - 2018年10月號）※移籍至『Kirara基地』
- ブレイキンガールズ!（日语：ブレイキンガールズ!）（2016年12月号刊载短篇、2017年9月號 - 2018年8月號）
- （原作：深見真/作画：、2017年12月號 - 2019年4月號，同年5月號 - 2021年4月號休載，同年5月號刊載最終回）
- コスモファミリア*（日语：コスモファミリア*）（Hanokage、2018年1月號 - 2019年10月號）
- （2018年7月號 - 2020年2月號）
- SLOW LOOP-女孩的釣魚慢活-（うちのまいこ、2018年6月号刊载短篇，2018年11月號 - 2025年4月號）※移籍至『COMIC FUZ』
- 鄰座的柏木同學 after days（霜月絹鯊、2019年1月號 - 2020年3月號）
- （桜木蓮、2019年1月號 - 2020年8月號）
- （2019年2月號 - 2021年4月號）
- （2019年3月號 - 2021年7月號）
- （2019年6月號 - 2021年2月號）
- （2019年7月號 - 2021年1月號）
- （rioka、2020年3月號 - 2022年1月號）
- 學園孤島～信～（原作：海法紀光（Nitro+）/作畫：千葉鞍、2020年8月號 - 2021年10月號）
- （いしいゆか、2020年9月號 - 2022年5月號）
- （2019年11月號 - 2022年7月號）
- 觀音寺睡蓮的苦惱（日语：観音寺睡蓮の苦悩）（カエルDX、2020年4月號 - 2022年9月號）
- （霜月絹鯊、2020年9月號 - 2022年9月號）
- 溫熱的銀蓮花（桜木蓮、2021年1月號 - 2025年6月號）
- （黒宮魚、2021年2月號 - 2022年10月號）
- （すいと、2021年2月號 - 2023年3月號）
- （sugar.、2021年4月號 - 2022年11月號）
- （雪宮ありさ、2021年5月號 - 2022年11月號）
- （原作：蒼山探/作畫：きんつば、2021年8月號 - 2023年8月號）
- （牛木義隆、2021年9月號 - 2023年8月號）
- （そめちめ、2022年3月號 - 2023年9月號）
- （まめ猫、2022年6月號 - 2024年6月號）
- （betock、2022年7月號 - 2024年9月號）
- （師走ほりお、2022年11月號 - 2024年3月號）
- （はづき（日语：はづき (漫画家)）、2022年12月號 - 2024年12月號）
- （原作：くずもちまつり/作畫：誰がし、2023年1月號 - 2025年5月號）
- （橘まなり、2023年3月號 - 2024年9月號）
- （原作：河瀬季（モノリス法律事務所）/作畫：さくたつ。、2023年9月號 - 2025年9月號）
- （おくりごま、2023年10月號 - 2025年6月號）
- （青田めい、2023年11月號 - 2025年5月號）

## 外部連結
- Manga Time Kirara Forward （页面存档备份，存于）（日語）
- 《Manga Time Kirara》的Niconico漫畫官方帳號